# پیامدهای مذهبی دنیاگیری کرونا در ایران

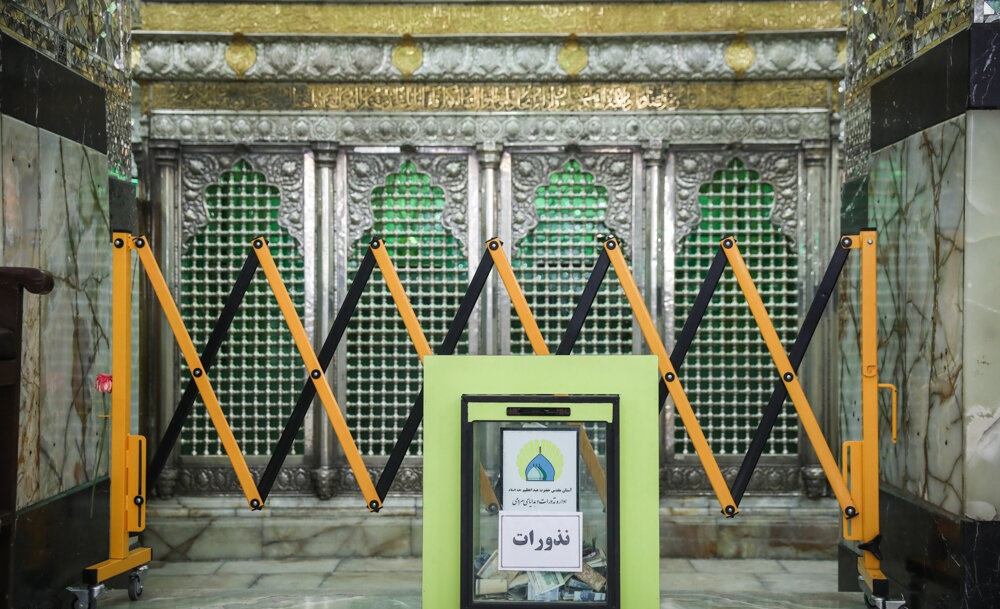
بسته شدن ضریح حرم شاه عبدالعظیم شهرری برای زائرین. نمازهای جماعت از جمله نمازجمعه نیز در سراسر کشور تعطیل شد.

دنیاگیری کروناویروس در ایران باعث تعطیلی موقت نمازهای جماعت مساجد و همچین نمازهای جمعه سراسر کشور برای اولین بار پس از انقلاب اسلامی شد. این درحالیست که با فرونشستن این ویروس در برخی شهرها، قرار است که مساجد و نماز جمعه مناطق سفید بازگشایی شوند. همچنین پس از چند هفته مقاومت مراکز مذهبی در بستن اماکن زیارتی، در نهایت در تاریخ ۲۶ اسفند ۱۳۹۸ وزارت کشور ایران پس از موافقت تولیت‌های حرم امام رضا، حرم فاطمه معصومه، حرم عبدالعظیم حسنی و مسجد جمکران دستور تعطیلی اماکن زیارتی ایران را ابلاغ کرد.

## اعتراض به بستن حرم‌ها
در روز دوشنبه ۲۶ اسفند ۱۳۹۸ و در پی تصمیم تولیت حرمین مذکور مبنی بر تعطیلی دو حرم برای جلوگیری از شیوع بیشتر کروناویروس صورت گرفت. تلاش مذکور از جانب معترضان به تعطیلی حرمین فاطمه معصومه و امام رضا در پایان همان روز با دخالت نیروی انتظامی به پایان رسید.

### حرم فاطمه معصومه
در پی اعلام تعطیلی حرم فاطمه معصومه و مسجد جمکران با تأیید تولیت‌های این دو مکان مذهبی به دلیل جلوگیری از شیوع بیشتر کروناویروس، فراخوانی برای تجمعی با عنوان «جاماندگان از مدافعان حرم» در یکی از کانال‌های شناخته شده در یک پیام رسان منتشر شد و حجت الاسلام دشتی، مدیر این کانال برای مخاطبان خود که جمعی از طلاب و حوزویان با رویکرد «انقلابی» به‌شمار می‌آیند، از طلاب و «امت حزب‌الله» خواسته بود که با حضور در آرامگاه حضرت معصومه، از «محمد سعیدی»، تولیت این آستان در مخالفت با تعطیلی این مکان مذهبی حمایت کنند.

### حرم امام رضا
ساعتی پس از هجوم معترضان به حرم فاطمه معصومه در قم، گروهی از معترضان نیز در اعتراض به تعطیلی حرم امام رضا در مشهد، به درهای ورودی به صحن حرم رضوی و مأموران انتظامی حاضر در صحنه حمله‌ور شدند.

### واکنش‌ها
- روزنامه کیهان، ضمن محکوم نمودن هجوم گروهی از افراطیون به حرم فاطمه معصومه و امام رضا، این حرکت را به شیعیان انگلیسی و باند سید صادق شیرازی نسبت داد. در مطلب این روزنامه آمده بود: «حمله‌کنندگان از فرقه موسوم به شیعه انگلیسی بوده‌اند. همان فرقه منحرفی که دولت انگلیس ۱۶ کانال تلویزیون ماهواره‌ای در اختیارشان گذاشته‌است و رهبرشان در مقابل اعتراض دیگران گفته بود جد و نسب ملکه انگلیس به پیامبر اسلام (ص) می‌رسد! آنها چند هفته قبل هم ضریح مطهر را لیس زده و فیلم و عکس تهیه کرده و به انگلیس فرستاده بودند!».[۱۰]
- علی مطهری، نماینده تهران در مجلس شورای اسلامی، نیز این حملات را محکوم کرده و گفت: « «افراد جامدفکری که در اعتراض به بسته‌شدن در حرم فاطمه معصومه به آنجا هجوم بردند و در را شکستند باید بازداشت و مجازات شوند، هم به خاطر کمک به شیوع ویروس کرونا و هم به دلیل ایجاد وهن برای اسلام و شیعه. آنها یاد خوارج را زنده کردند.»[۱۱]
- احمد علم الهدی، نماینده ولی فقیه در مشهد، نیز گفت: «در این میان کسی مقصر نیست، دشمن در حرم را نبسته که بخواهیم در مقابل او مقاومت کنیم، اضطرار زندگی اجتماعی ما و وجود این بیماری و ویروس، سبب شده عزیزان ما در مسؤولیت تخصصی و کارشناسی، چنین نظریه‌ای را اظهار و این دستور را صادر کنند.»[۱۲]
- احمد مازنی، نماینده تهران در مجلس شورای اسلامی، در توییتی نوشت: «‏شکستن حرمت حریم اهل بیت (ع) نماد جهل مقدس است. اما متولیان امر کجا بودند که نتوانستند از تجاوز عده ای با رفتار وحشیانه جلوگیری کنند؟»[۱۳]

### پیامدها
در ۲۷ اسفند ۱۳۹۸ دادستان قم ضمن اشاره به دستگیری مجرمان این هجوم گفت که «در پی اقدام عده ای از افراد در راستای هتک حرمت به حرم فاطمه معصومه ۱۱ نفر دستگیر شدند و این افراد برای بررسی‌های بیشتر همچنان در بازداشت هستند.»

## جشن نیمه شعبان

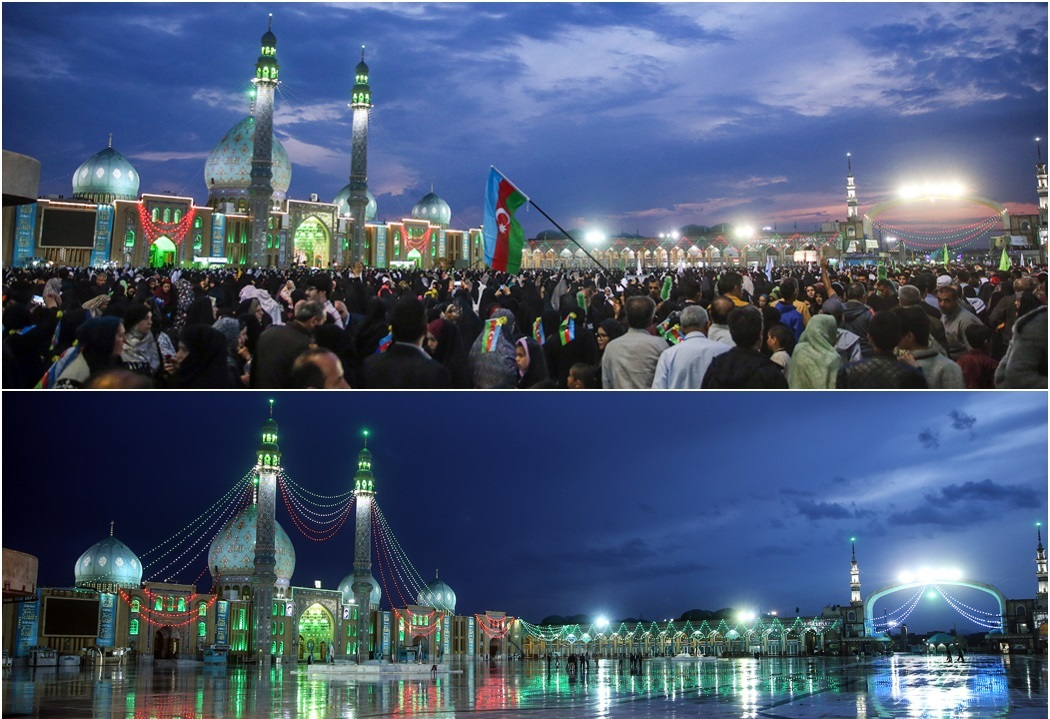
مقایسه نیمه شعبان در سال‌های ۱۳۹۸ و ۱۳۹۹

دنیاگیری بیماری کرونا باعث شد جشن‌های نیمه شعبان متفاوت تر از سال‌های گذشته برگزار شود. در مراسم امسال، از توزیع شربت و شیرینی خبری نبود و خیابان‌ها همانند سال‌های گذشته چراغانی نشدند. مراسم عروسک‌های نمایشی که هرساله در محله‌های تاریخی میبد برگزار می‌شد نیز لغو شد. مسجد جمکران نیز در این روز به‌صورت کامل بسته بود و مراسمات آن بدون حضور مخاطب و با پخش از صداوسیما انجام شد.
با این حال، از بلندگوهای مساجد مشهد و ماسال دعای فرج و ترانه‌های مذهبی پخش شد. ۳۱۳ کاروان نیز با عنوان نسیم انتظار راه‌اندازی شد.
همچنین مصادف با شب نیمه شعبان در ساعت ۹ شب عده ای از مردم با حضور در پشت بامهای منازل فریاد «یا مهدی ادرکنی» سردادند و نورافشانی نیز در تهران صورت گرفت. برج آزادی تهران شاهد برنامه ویدیو مپینگ (نورپردازی سه بعدی) بود و از میدان راه‌آهن تا چهار راه پارک وی آذین بندی گردید. همچنین به‌جای شیرینی و شربت، اقلام بهداشتی و گل میان شهروندان توزیع گردید.

## بازگشایی مساجد و نمازجمعه
بر مبنای فهرست رسمی و اعلام شده از سوی ستاد ملی مقابله با ویروس کرونا، در مجموع ۲۹۴ مکان مذهبی در ۲۳ استان و ۱۳۲ شهر از تاریخ ۱۹ اردیبهشت ۱۳۹۹ بازگشایی شدند. همچنین صحن های حرم ها نیز از تاریخ ۴ خرداد ۱۳۹۹ به روی زیارت کنندگان بازشدند.

## مراسم محرم
در مرداد ۱۳۹۹،‌ شماری از روحانیون از تداوم محدودیت های مربوط به ویروس کرونا همزمان با آغاز مراسم محرم انتقاد کردند. 
۳ مرداد ۱۳۹۹،‌ عباس موسوی مطلق در سخنرانی پیش از خطبه‌های نماز جمعه قم گفت عده‌ای امروز بی جهت به خطر ویروس کرونا برای برگزاری مراسم ‌های محرم دامن می‌زنند. موسوی مطلق همچنین اضافه کرد: « کرونا یک ویروس سکولار است که تلاش می‌کند کشورهای دینی را با آثار مخرب خود به سمت بی دینی سوق دهد.» وی در ادامه گفته است: «ویروس کرونا سکولار است و ما فقط از نظر متخصصان متدین در برپایی مراسم و عزاداری‌های محرم و صفر پیروی خواهیم کرد.».
روز ۴ مرداد ۱۳۹۹، حسن روحانی، رئیس ‌جمهور ایران، در جلسه ستاد ملی مقابله با کرونا گفت عزاداری محرم حتی در مناطقی که از نظر شیوع کرونا در وضعیت قرمز هستند، باید برگزار شود. او با اشاره به بحث‌های مطرح درباره نحوه عزاداری در محرم گفت دوگانه سلامت یا عزاداری نداریم. او گفت تجربه برگزاری مراسم های مذهبی ماه رمضان نشان داد که این مراسم ها «باعث شیوع کرونا» نبوده‌اند. روحانی در عین حال خواستار رعایت پروتکل‌های بهداشتی و عزاداری در فضای باز شد و گفت باید زمان عزاداری‌ها محدود شود، چون «می‌تواند ما را با مشکل در زمینه شیوع کرونا مواجه کند».